# Тиоцианат свинца(II)
Тиоциана́т свинца́(II) — неорганическое соединение, соль свинца и роданистоводородной кислоты с формулой Pb(SCN)2, белые кристаллы, не растворяется в воде.

## Получение
- Обменная реакция холодных растворов тиоцианата калия (или тиоцианата натрия, тиоцианата аммония) и нитрата свинца(II) (или ацетата свинца(II)):

{\displaystyle {\mathsf {Pb(NO_{3})_{2}+2KSCN\ \xrightarrow {0^{o}C} \ Pb(SCN)_{2}\downarrow +2KNO_{3}}}}
{\displaystyle {\mathsf {Pb(CH_{3}COO)_{2}+2NH_{4}SCN\ \xrightarrow {0^{o}C} \ Pb(SCN)_{2}\downarrow +2NH_{4}CH_{3}COO}}}
Осадок отфильтровывают, отмывают от нитрат- или ацетат-иона и высушивают в вакуум-эксикаторе над пятиокисью фосфора в темноте.

## Физические свойства
Тиоцианат свинца(II) образует белые кристаллы
моноклинной сингонии, пространственная группа С 2/с, параметры ячейки a = 0,9661 нм, b = 0,6544 нм, c = 0,8253 нм, β = 92,37°, Z = 4
.
Не растворяется в холодной воде, р ПР = 4,7. В горячей воде растворимость несколько выше. Хорошо растворяется в воде, подкисленной соляной кислотой.
Чувствителен к воздействию света.

## Химические свойства
- Растворяется в ацетоновом растворе тиоцианата калия:

{\displaystyle {\mathsf {Pb(SCN)_{2}+4KSCN\ {\xrightarrow {}}\ K_{4}[Pb(SCN)_{6}]}}}
- На воздухе медленно окисляется с образованием родана и диоксида свинца[2]:

{\displaystyle {\mathsf {Pb(SCN)_{2}+2O_{2}\ {\xrightarrow {}}\ PbO_{2}+(SCN)_{2}}}}

## Применение
- Стабилизатор горения капсюльных составов и спичек. Входит в состав инициирующих взрывчатых веществ как горючий компонент, образующий большое количество твёрдых продуктов горения[3].
- Используют для лабораторного синтеза родана (дитиоциана).